# Kosta Nedeljković
Kosta Nedeljković (en serbe : Kоста Недељковић), né le 16 décembre 2005 à Smederevo en Serbie, est un footballeur international serbe qui évolue au poste d'arrière droit au RB Leipzig, en prêt d'Aston Villa.

## Biographie

### En club
Né à Smederevo en Serbie, Kosta Nedeljković est formé dans l'un des plus grands clubs du pays, l'Étoile rouge de Belgrade. Il commence toutefois sa carrière au FK Grafičar, où il est prêté le 6 janvier 2023, jusqu'à la fin de la saison. Il dispute dix-sept matchs avec le club de D2 serbe avant de retourner à l'Étoile Rouge à l'été 2023.
De retour à l'Étoile rouge de Belgrade à la fin de son prêt, il est intégré à l'équipe première et joue son premier match officiel avec celle-ci le 5 août 2023, à l'occasion d'une rencontre de championnat face au FK Napredak Kruševac. Il entre en jeu et son équipe s'impose par quatre buts à zéro.
Il joue son premier match de Ligue des champions le 25 octobre 2023 face au RB Leipzig. Il entre en jeu et son équipe s'incline par trois buts à un.
Le 22 janvier 2024, Kosta Nedeljković signe en faveur d'Aston Villa pour un contrat courant jusqu'en juin 2029. Le club anglais le laisse toutefois en prêt jusqu'à la fin de la saison dans son club formateur,.
De retour à Villa, le latéral droit serbe participe à dix matchs lors de la première partie de saison avant d'être prêté pour six mois au RB Leipzig.

### En sélection
Avec l'équipe de Serbie des moins de 17 ans, il est sélectionné pour participer au championnat d'Europe des moins de 17 ans en 2022. Lors de ce tournoi organisé en Israël il joue cinq matchs. Son équipe se hisse jusqu'en demi-finale, où elle est battue aux tirs au but contre les Pays-Bas.

## Statistiques
| Saison                | Club                     | Championnat           | Championnat | Championnat | Championnat | Coupe nationale | Coupe nationale | Coupe nationale | Coupe de la Ligue | Coupe de la Ligue | Coupe de la Ligue | Compétition(s) continentale(s) | Compétition(s) continentale(s) | Compétition(s) continentale(s) | Compétition(s) continentale(s) | Serbie | Serbie | Serbie | Total | Total | Total |
| Saison                | Club                     | Division              | M.          | B.          | P.d.        | M.              | B.              | P.d.            | M.                | B.                | P.d.              | Comp.                          | M.                             | B.                             | P.d.                           | M.     | B.     | P.d.   | M.    | B.    | P.d.  |
| 2023-2024             | Étoile rouge de Belgrade | Serbian SuperLiga     | 14          | 0           | 1           | 2               | 0               | 0               | -                 | -                 | -                 | C1                             | 4                              | 0                              | 0                              | -      | -      | -      | 20    | 0     | 1     |
| 2022-2023             | FK Grafičar (prêt)       | Serbian First League  | 17          | 1           | 0           | -               | -               | -               | -                 | -                 | -                 | -                              | -                              | -                              | -                              | -      | -      | -      | 17    | 1     | 0     |
| 2023-2024             | FK Grafičar (prêt)       | Serbian First League  | 6           | 0           | 0           | -               | -               | -               | -                 | -                 | -                 | -                              | -                              | -                              | -                              | -      | -      | -      | 6     | 0     | 0     |
| Sous-total            | Sous-total               | Sous-total            | 23          | 1           | 0           | -               | -               | -               | -                 | -                 | -                 | -                              | -                              | -                              | -                              | -      | -      | -      | 23    | 1     | 0     |
| 2024-2025             | Aston Villa              | Premier League        | 5           | 0           | 1           | 0               | 0               | 0               | 2                 | 0                 | 0                 | C1                             | 2                              | 0                              | 0                              | 6      | 0      | 0      | 15    | 0     | 1     |
| 2024-2025             | RB Leipzig (prêt)        | Bundesliga            | 10          | 0           | 0           | 1               | 0               | 0               | -                 | -                 | -                 | -                              | -                              | -                              | -                              | 1      | 0      | 0      | 12    | 0     | 0     |
| Total sur la carrière | Total sur la carrière    | Total sur la carrière | 52          | 1           | 2           | 4               | 0               | 0               | 2                 | 0                 | 0                 | -                              | 6                              | 0                              | 0                              | 7      | 0      | 0      | 71    | 1     | 2     |